# トガ

トガ

トガ（羅: toga）は古代ローマで着用された一枚布の上着の名称である。通常、白色の羊毛（羊のウール）を織ったもの（毛織物）であり、下着のトゥニカの上に着用される。
古代ギリシアのヒマティオンに似るが、それよりはるかに大きい（ヒマティオンと比べて丈は2倍、幅にいたっては3倍近い）。またヒマティオンが両性が着用できるものであるのに対して、トガも初期は両性が着用していたがローマの女性がストラ（stola）を着用することが一般化していったことによりトガは男性服となっていった。

## 歴史
その前身は古代ギリシアのヒマティオン模倣説や同じくイタリア半島の古代国家エトルリアの長方形や半円形の布を使った同型の衣装からの発展説の2つが主流だが、トガの最大の特徴は社会制度に深く結びついていたため身分標識としての発展が目覚しいことである。
ローマ初期共和国時代（紀元前6世紀から4世紀）には短いタイプのヒマティオン同様ごく小ぶりなトガが主流であったがローマが国力を増すのにしたがって徐々に大型化、共和政末期（紀元前3世紀から1世紀）には服制が定められて正式な公服となりトガの階層分化が進んだ。ローマの最盛期である帝政（紀元前27年-）の前期にはトガも細かな形式の差異が出来、絢爛豪華なものとなったが庶民層では長大化したトガの煩わしさが嫌われ徐々に衰退した。帝政末期には急激に衰退し上流階級の間にわずかに着られるのみになり、後のビザンチン時代には痕跡として布紐状のロールム（lorum）と呼ばれる装飾品として残るのみとなった。

## 形状とサイズ
形状については異説が多く、長方形のものという説から楕円形のものという説までさまざまである。
大理石像などから構造を類推して、八角形の布を半分に切ったような形だったのではないかという説が最有力と考えられている。ただし、これはあくまで共和政末期の正装における形状についての仮説であり、普段着やそれ以前のものがこのような形状であったかは不明。
長径（あるいは長方形なら長辺）が、短いもので3.7 メートル長いもので6.1 メートルほどで、身長の約3倍（強）であった。

## 着用法

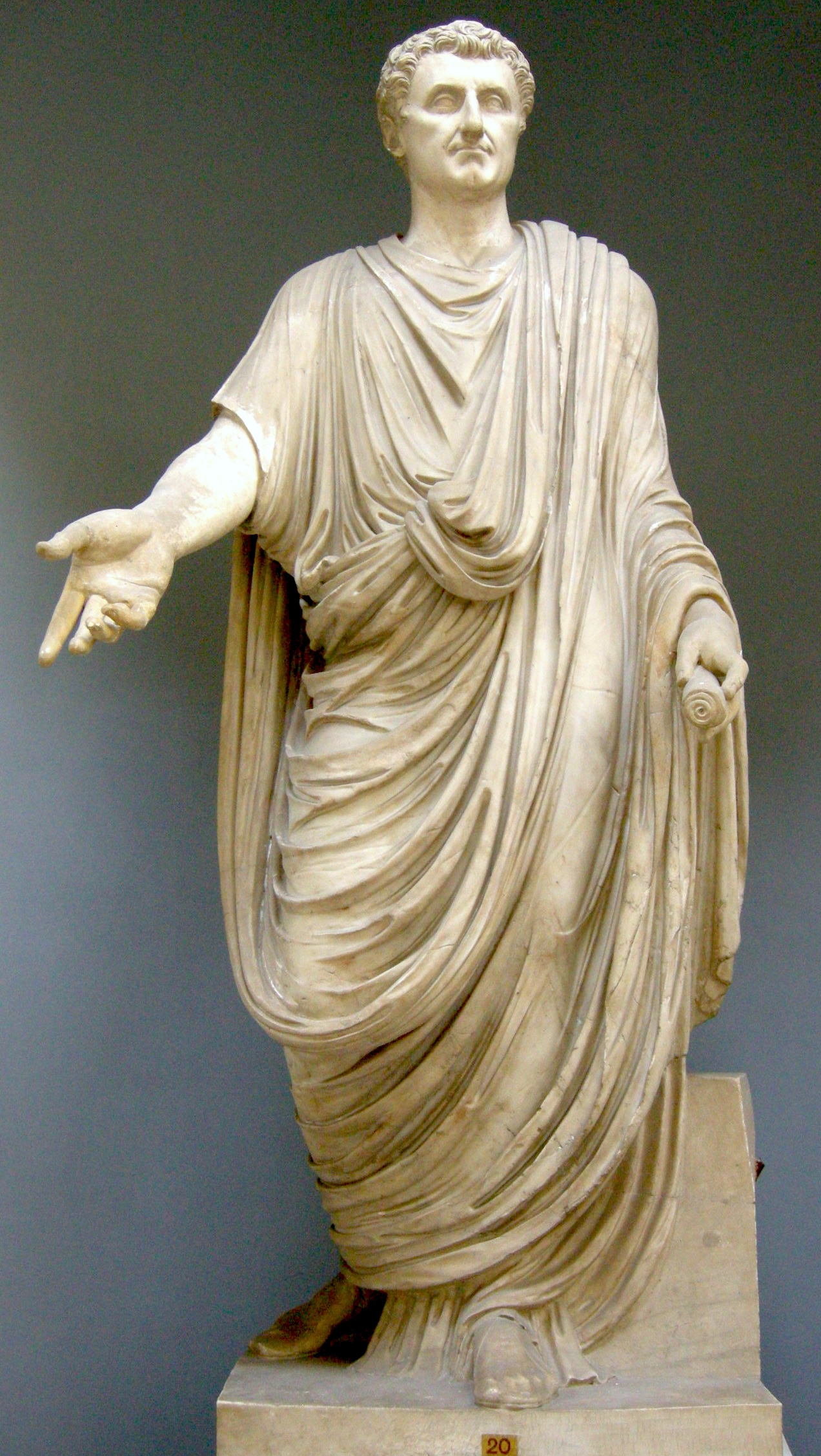
ネルウァ皇帝のトーガを着ている像

長い辺を折り畳み、約3分の1を左肩から前に垂らし、残りの布は背中から右腋の下を通して再び左肩から背に垂らした。
帝政期には右腋下ではなく、右肩越しに布を回し右腕を覆い隠す着用法が増えた。
襞
各部の襞（ひだ）に個別の名称があり、正装として着つける際に襞取りに非常に気を使っていたことが分かる。襞は前日のうちに奴隷が火熨斗のようなもの（古代のアイロン）で襞づけしていた。着つけについては、貴族の家には必ず、着つけの訓練を受けた専門の奴隷が抱えられていた。
- 肩から胸にかけての襞はウンボーと呼ばれ、もっとも重要な襞として扱われている。
- 肩にかかる部分の襞はプレキンタと呼ばれる。
- 足元の部分の襞はラキヒアと呼ばれる。
- 背から腰にかけての襞はシヌスと呼ばれる。

フィブラ
上述の着用法で一応着れるが、身体を動かしてもずり落ちないようにするにはフィブラ（fibula)という留金、現代でいうブローチのようなもので布をとめた。

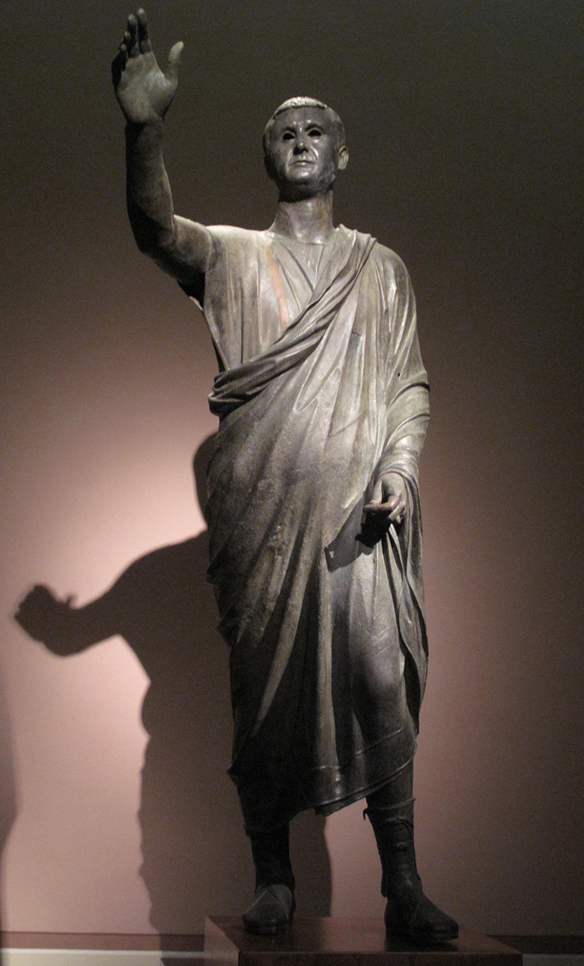
紀元前1世紀のブロンズ像 Orator
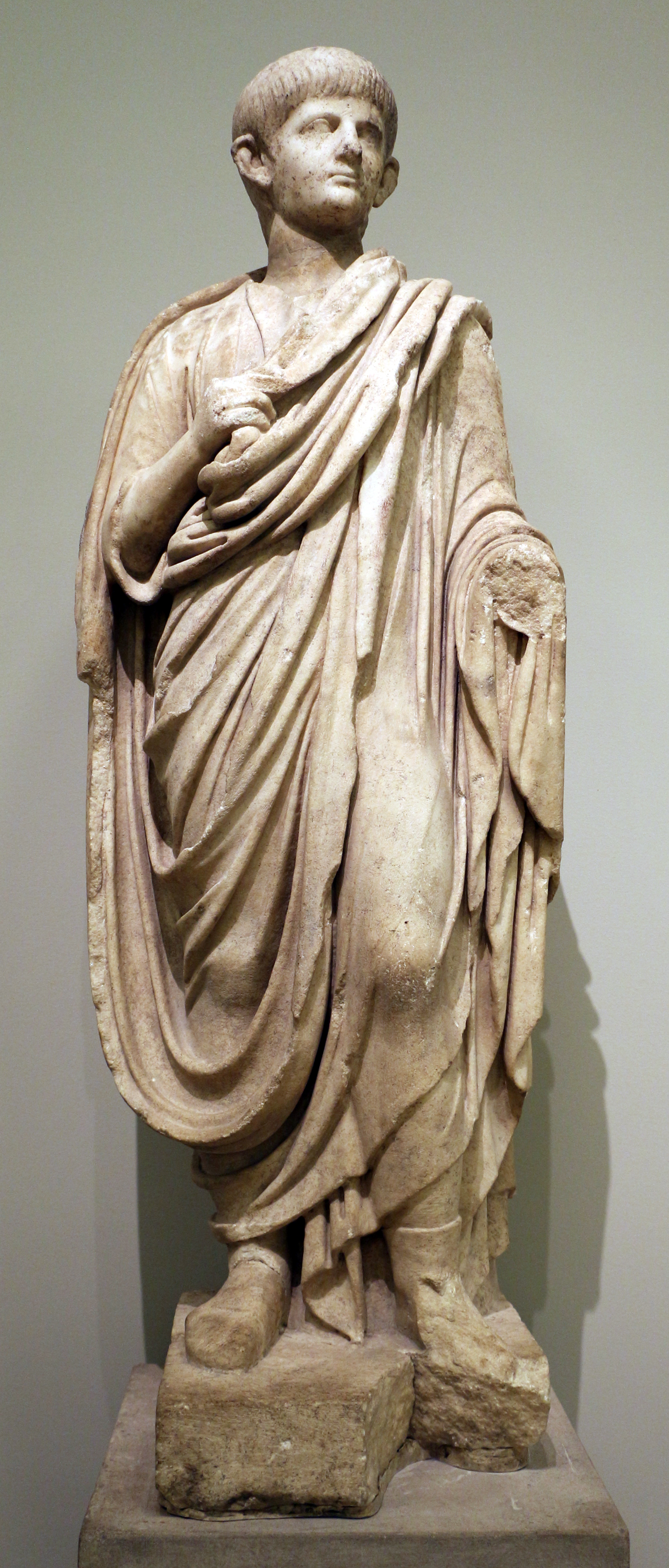
若き日のネロの像
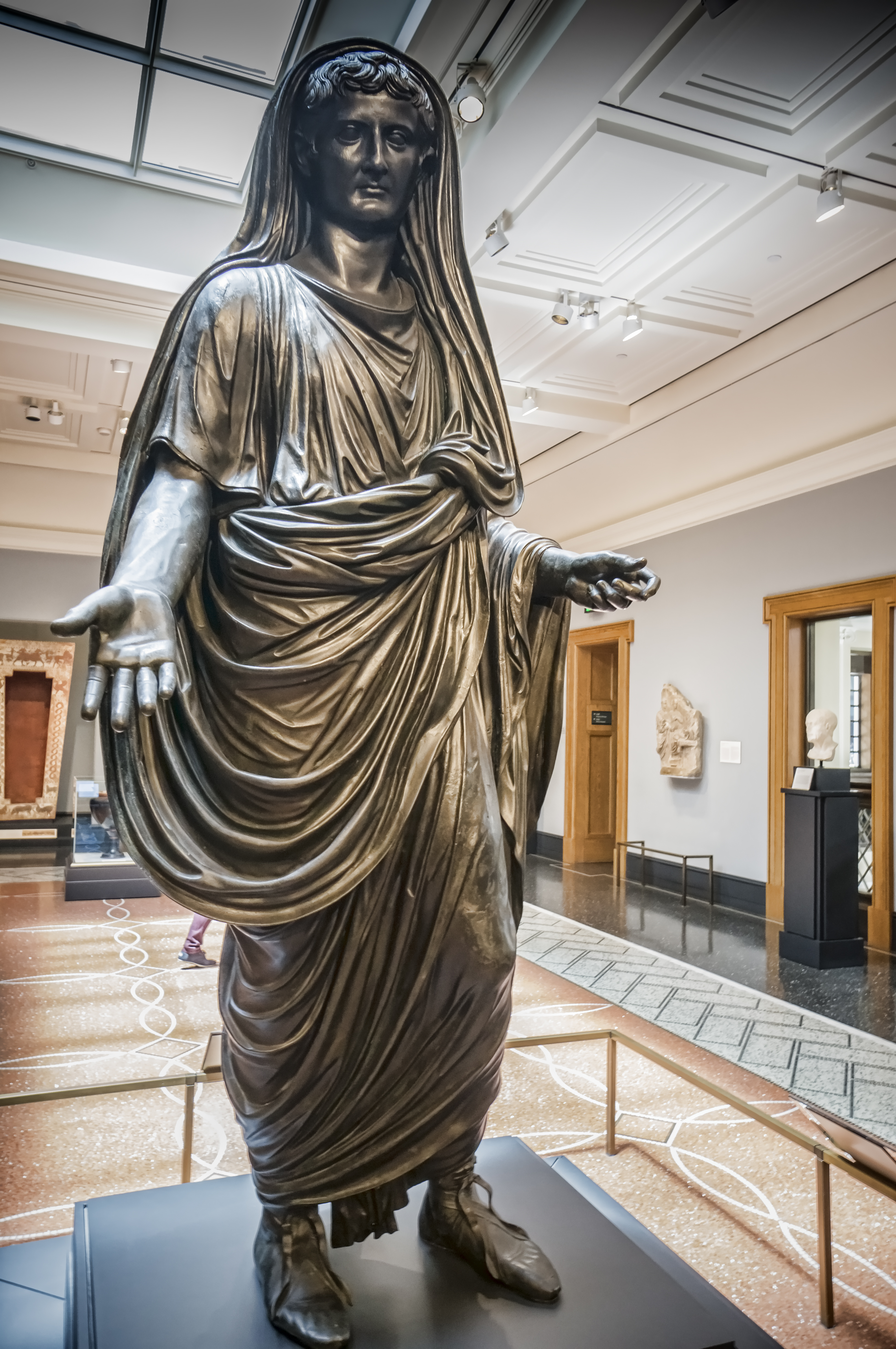
ローマ皇帝ティベリウスがトガを着てヴェール状に頭に被っている姿
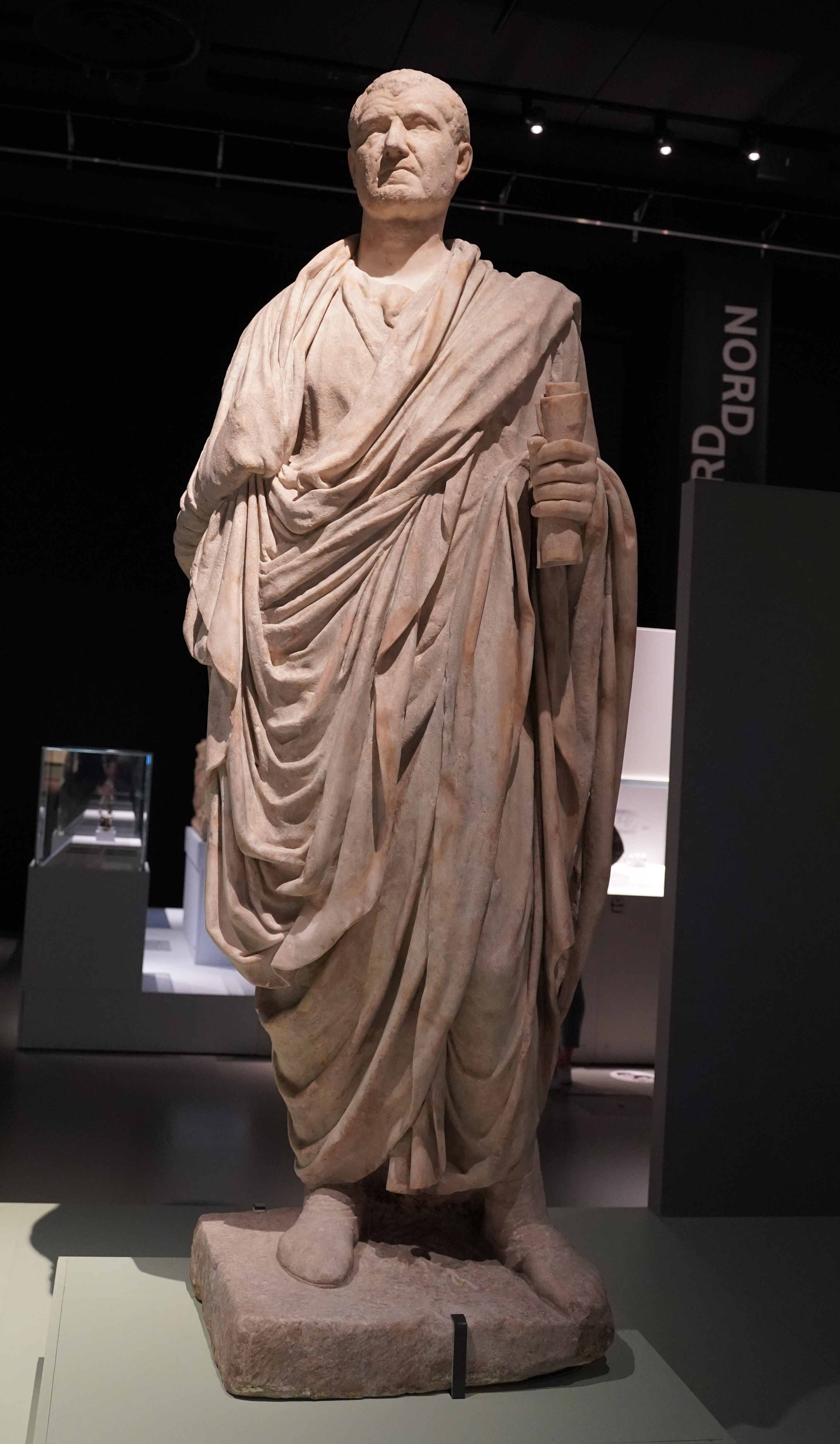
ローマの市民
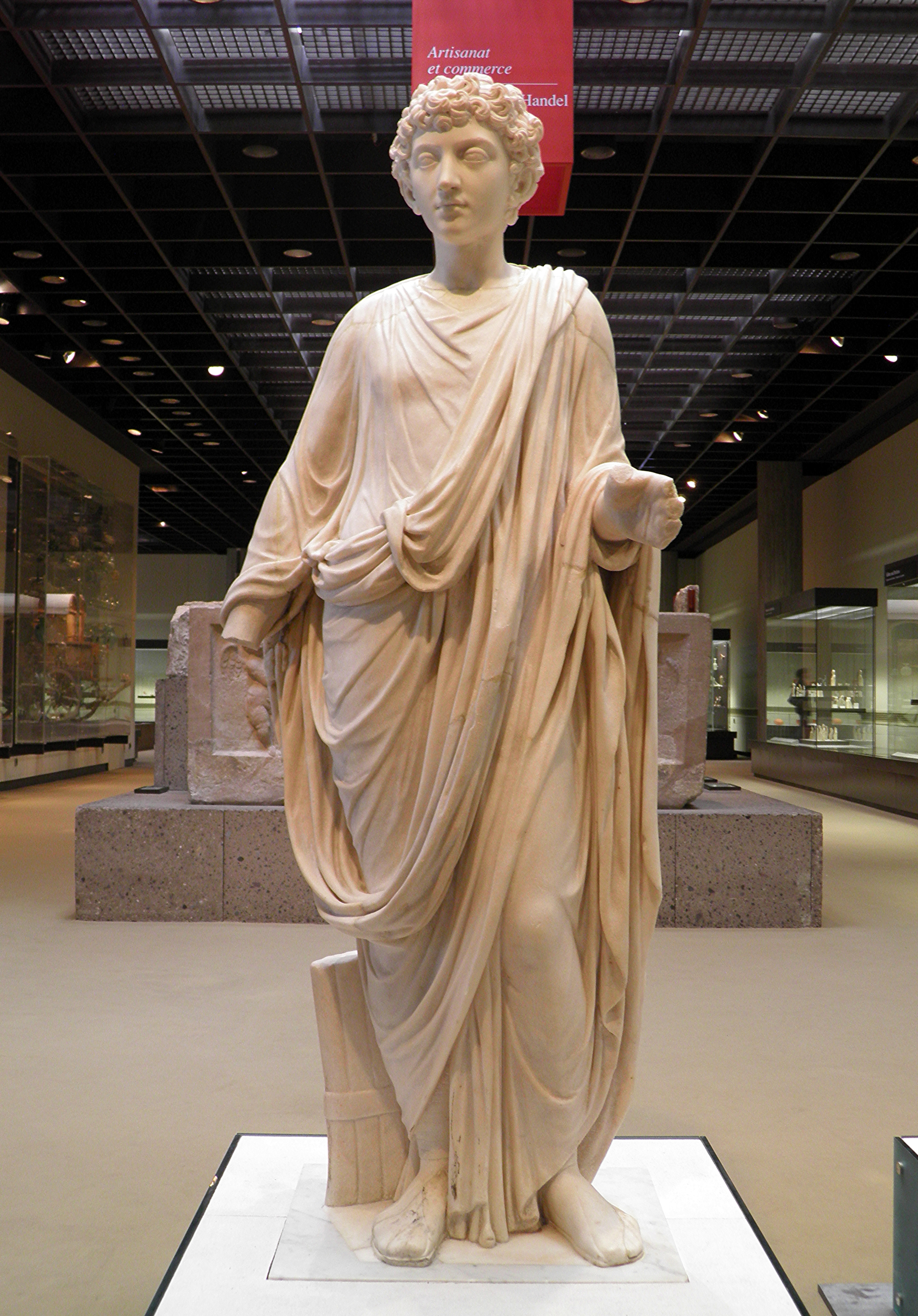
ローマ市民。2世紀ころ。
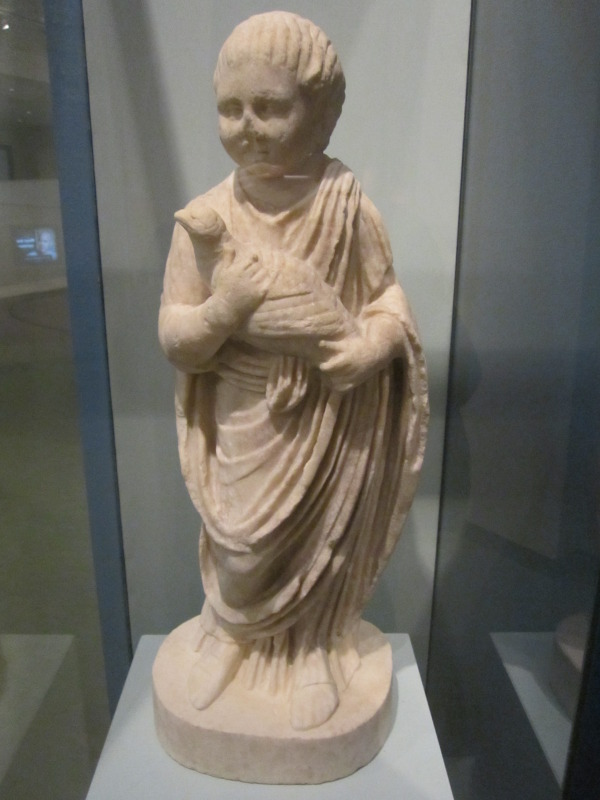
ローマの少年のトガ
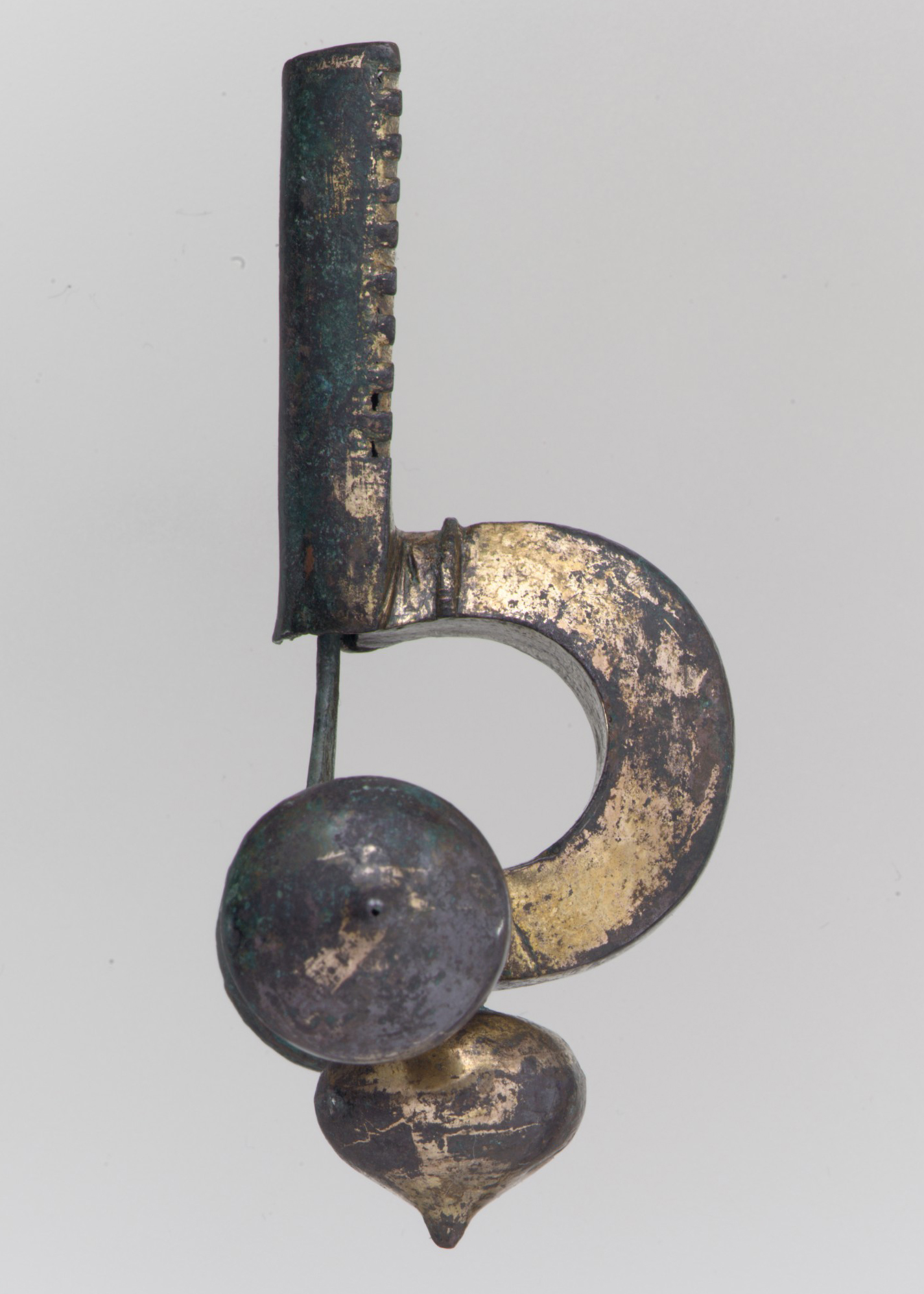
フィブラ
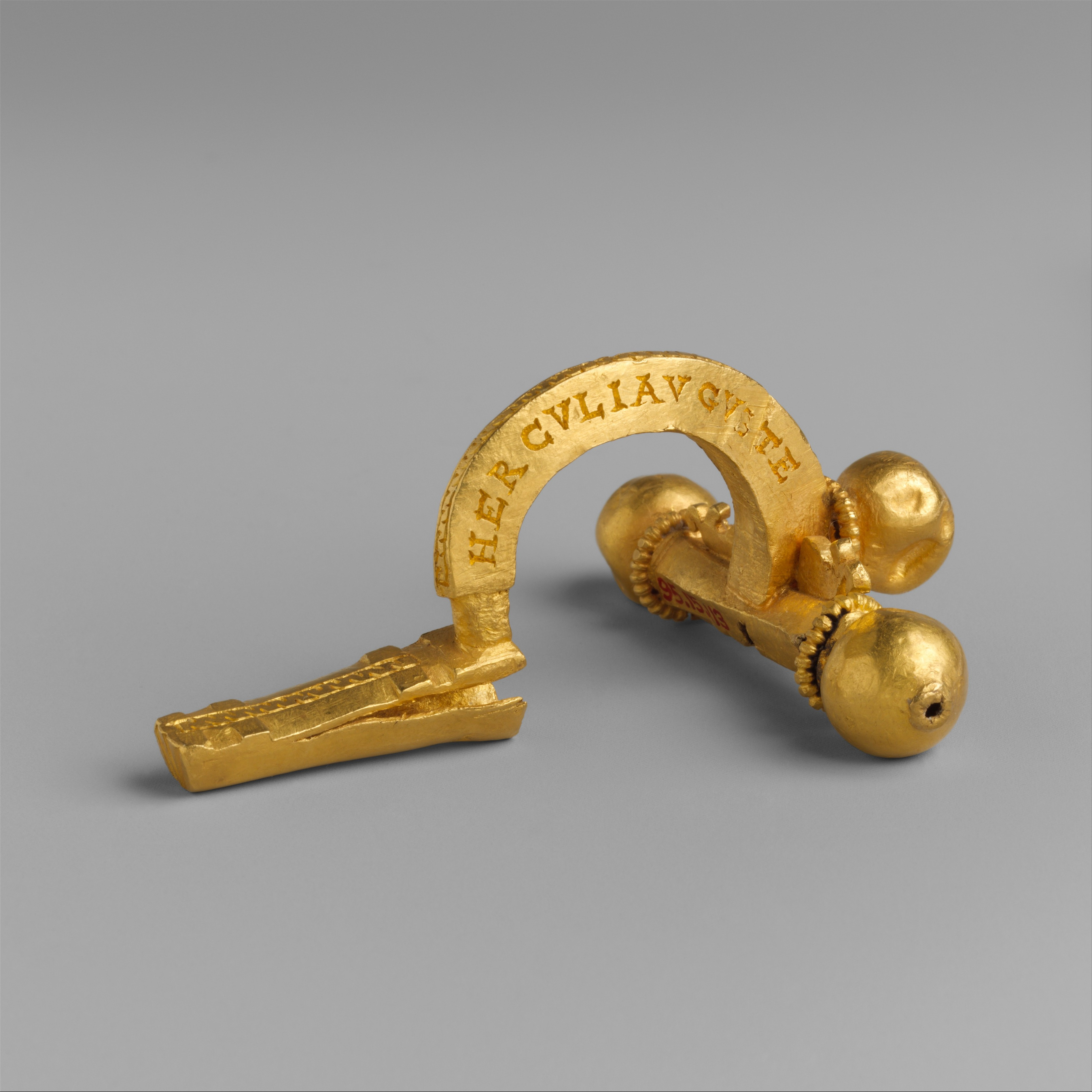
フィブラ。286年-316年。

## 最盛期のトガのバリエーション
多種多様なトガが存在し、ここに挙げるのはごく一部である。
- トガ・プッラ：庶民のトガ。装飾はなく色も羊毛そのままの淡いベージュ。
- トガ・プラ：喪服用のトガ。装飾はなく色は黒か黒褐色。
- トガ・トラベア：下級神官・占術師・騎士のトガ。やや小型で色は紫無地か紫と緋色。
- トガ・プラエテクスタ：貴族・執政官・神官のトガ。白地に赤紫の縁飾り（クラビ）でクラビが胸の前で十字に交差するよう着付ける。貴族家庭の14～16歳の成人間近の少年も着用。
- トガ・ピクタ：皇帝のトガ。将軍の凱旋パレードにも着用された赤紫の地に金のクラビ。
- トガ・カンディダ：純白に漂白されたトガ。政務官選挙に立候補している候補者が着用した。

なお、女性の正装がストラ（stola）となるにつれ、娼婦や姦通罪を犯した女性などいわゆる「売女（ばいた）」「身持ちの悪い女性」「ふしだらな女性」など、まともな女性として扱うのにふさわしくないと考えられた女性は、ストラの着用が許されず代わりにトガの着用が強制されたとの記録も残っている。